# Southern Emigrant Trail

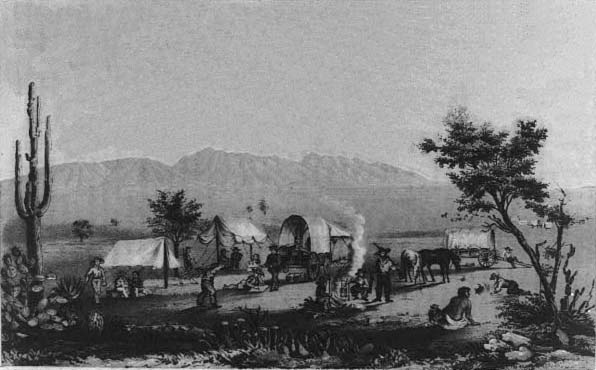
Una caravana estadounidense en Maricopa Wells (AR) en 1857.

El camino Sur del Emigrante (también llamado en español senda, sendero, pista o camino) (del inglés: Southern Emigrant Trail), también conocido como el camino del Gila (Gila Trail), el camino de Kearny (Kearny Trail) y el camino de la etapa de Butterfield (Butterfield Stage Trail), fue desde la fiebre del oro de California, una importante ruta terrestre para la emigración hacia California desde el este de los Estados Unidos, que seguía el camino de Santa Fe hasta Nuevo México. A diferencia de las rutas más septentrionales, los carromatos de los pioneros podían viajar todo el año, ya que las montañas no quedaban bloqueadas por la nieve, aunque sin embargo, tenía la desventaja del calor del verano y la falta de agua en las regiones del desierto a través de los que pasaba en el territorio de Nuevo México y el desierto de Colorado de California. Posteriormente se convirtió en una ruta de viaje y comercio entre el este de Estados Unidos y California. Muchas manadas de ganado vacuno y ovino fueron conducidas a lo largo de esta ruta, que fue seguida también por la línea de correo San Antonio-San Diego (San Antonio-San Diego Mail Line), en 1857-1858, y luego por el Correo terrestre Butterfield (Butterfield Overland Mail), en 1858-1861.

## Historia de la ruta
En octubre de 1846, el general Stephen Watts Kearny y sus dragones, guiados por el explorador Kit Carson, encontraron la ruta que cruzaba las montañas desde el El Camino Real de Tierra Adentro en el río Grande hasta el río Gila, que luego siguieron hasta el río Colorado para luego cruzar el desierto de Colorado del Sur de California. Un mes más tarde, el coronel Philip St. George Cooke y el Batallón Mormón con los carromatos que Kearny no pudo llevar a través de las montañas de Nuevo México, siguió una ruta desde lo que más tarde se convirtió en el sitio de Fort Thorn, en el río Grande, que iba más al suroeste, justo hasta el sur de la actual frontera con México, yendo después hacia el oeste antes de volverse hacia el norte vía el río San Pedro, luego hacia el oeste hasta Tucson antes de enlazar con, y siguiendo, la ruta de Kearny en las Aldeas Pima en el río Gila estableciendo así el primer camino carretero meridional a California. Más tarde, durante la guerra mexicana, una expedición siguió esta misma ruta de carros hasta la región de la frontera mexicana, pero fue aún más lejos al oeste hasta volver al norte por la antigua carretera Española hasta Tucson, siguiendo el río Santa Cruz. Esta ruta de carros fue conocida como carretera Cookes (Cookes Road), o carretera de Sonora (Sonora Road), ya que gran parte de la ruta pasaba a través de lo que entonces era el estado de Sonora, México.
El descubrimiento de oro en California, llevó una riada de estadounidenses hacia el Oeste en 1849, muchos de ellos procedentes de los estados del sur que seguían la carretera de San Antonio-El Paso y otras rutas y que luego utilizaron esta ruta hacia el oeste desde el río Grande, cruzando el río en San Diego Crossing de El Camino Real de Tierra Adentro, al norte de Doña Ana, para enlazar con la carretera de Cooke cerca de lo que se convirtió en el sitio del fuerte Thorn. A partir de entonces, se llamó el camino meridional o camino del Sur (Southern Trail o Southern Emigrant Trail).
Posteriormente, la distancia de la ruta se acortó por el atajo de Tucson (Tucson Cutoff) explorado por los estadounidenses por primera vez por John Coffee Hays con una partida de cuarenta y nueves (forty-niners) a finales de 1849. Esta ruta evitaba la larga distancia recorrida hacia el sur pasando a través del paso de Stein (Stein's Pass), del paso Apache (Apache Pass) y del paso de Nugent (Nugent’s Pass) hasta el cruce bajo (Lower Crossing) del río San Pedro, cerca de Tres Álamos. Desde allí se unía a la carretera de Cooke en un pozo de agua, cerca de la actual Mescal.
En 1855, una expedición de reconocimiento para el ferrocarril modificó la ruta del atajo entre el río San Pedro y el paso Apache, pasando al sur del paso de Nugent, usando el paso Dragoon (Dragoon Pass) y usando el cruce medio del San Pedro en lugar del cruce bajo por debajo de Los Álamos. Una ruta por una carretera militar construida después de la compra de Gadsden, añadió otro acortamiento de la ruta, desde Mesilla hasta Cooke's Spring, Nuevo México, acortando aún más la ruta para los viajeros procedentes de los estados del sur.

## La ruta desde 1857 hasta la década de 1880
Ligado al camino de Santa Fe y a la carretera San Antonio-El Paso, por el El Camino Real de Tierra Adentro, la ruta Sur del Emigrante iba desde Fort Thorn o Mesilla hasta Los Ángeles, California. Desde Mesilla iba al oeste hasta Cooke's Spring, luego seguía el camino de carros de Cooke y el atajo Tucson, hasta Tucson (Arizona); luego se volvía hacia el norte hasta los Pueblos Pimas y Maricopa Wells, donde giraba hacia el oeste a lo largo del río Gila siguiéndolo aguas abajo hasta los transbordadores en el río Colorado, cerca de lo que se convirtió en Fuerte Yuma. Desde allí cruzaba el desierto de Colorado, cayendo al sur en la Baja California, México, para seguir los pozos de agua a lo largo de los ríos Álamo y New (o Nuevo), luego al noroeste ya en California de nuevo a través del desierto hasta el arroyo Carrizo y el oasis en Vallecito. Luego corría hacia el noroeste en las cordilleras Peninsular cruzando el paso Warners hasta el rancho de Warner. Desde Warner el camino corría bien al noroeste hasta Los Ángeles (vía Temecula, La Laguna, Temescal, Chino y San Gabriel) o al oeste-suroeste hasta San Diego via Santa Ysabel, San Pasqual y el Rancho Penesquitos. Desde cualquiera de estas ciudades el viajero podía continuar hacia el norte por tierra hasta los campos de oro de la costa a través de El Camino Real o por el paso viejo Tejón (old Tejon Pass) para entrar en el Valle de San Joaquín y luego seguir al norte por lo que luego sería la carretera 'Stockton - Los Ángeles' o vía El Camino Viejo. Alternativamente se podían tomar barcos hasta San Francisco desde San Diego o San Pedro. Esta ruta se mantuvo como ruta principal este-oeste en el suroeste hasta el advenimiento de los ferrocarriles en la década de 1880.